# Noritaka Hidaka
Noritaka Hidaka (jap. 日高 憲敬 Hidaka Noritaka; ur. 29 maja 1947) – były japoński piłkarz, reprezentant kraju.

## Kariera klubowa
Od 1971 do 1977 roku występował w klubie Nippon Steel.

## Kariera reprezentacyjna
W reprezentacji Japonii zadebiutował w 1972. W reprezentacji Japonii występował w latach 1972–1973. W sumie w reprezentacji wystąpił w 4 spotkaniach.

## Statystyki
| Reprezentacja Japonii | Reprezentacja Japonii | Reprezentacja Japonii |
| Rok                   | Mecze                 | Gole                  |
| --------------------- | --------------------- | --------------------- |
| 1972                  | 1                     | 0                     |
| 1973                  | 3                     | 0                     |
| Razem                 | 4                     | 0                     |